# Ferhat Öztorun
Pour les articles homonymes, voir Ferhat.
Ferhat Öztorun (né le 8 mai 1987 à Istanbul en Turquie) est un footballeur turc qui évolue comme arrière latéral.

## Carrière
Ferhat Öztorun joue successivement dans les équipes suivantes : Galatasaray SK, où il débute, Manisaspor, Trabzonspor, Orduspor et İstanbul BB à partir de 2014.
Il est appelé en sélection nationale en moins de 19 ans, avec les espoirs, et en sélection « A2 ».

### Palmarès
Finaliste de la Coupe de Turquie : 2017